# Пусанский международный финансовый центр — Банк Пусана (станция метро)
«Кукче-кымнюн-сентхо — Пусан-ынхэн» (кор. 국제금융센터 · 부산은행) — станция линии 2 Пусанского метрополитена. Находится в Мунхён-доне района Намку. Как следует из названия, Пусанский международный финансовый центр и главный офис Банка Пусана находятся в непосредственной близости от станции. На станции установлены платформенные раздвижные двери.